# Solsbury Hill (wzgórze)

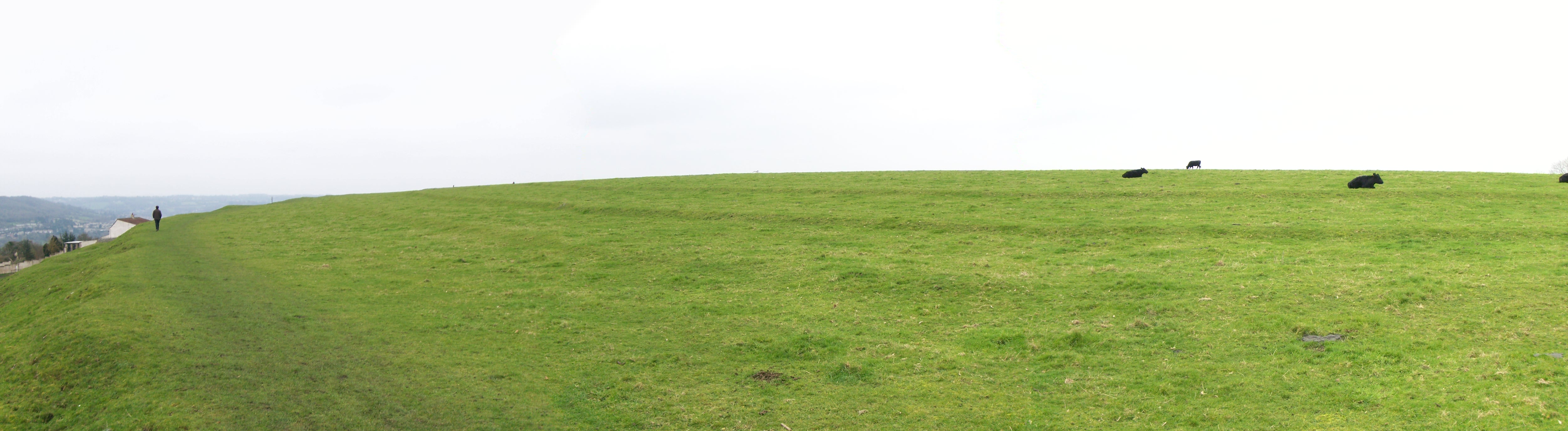
Widok ze szczytu wzgórza

Little Solsbury Hill (bardziej znane jako Solsbury Hill) – niewielkie, płaskie wzgórze nieopodal wsi Batheaston w Somerset w Anglii. Wznosi się na wysokość 188 m n.p.m. W bliskim sąsiedztwie płynie rzeka Avon. Ze szczytu rozciąga się widok na miasto Bath i otaczające tereny. W 1976 roku Peter Gabriel w swoim debiutanckim singlu zatytułowanym Solsbury Hill opisał chwile spędzone na wzgórzu.
Nazwa wzgórza jest często niewłaściwie pisana jako Salisbury albo Solisbury, prawdopodobnie z powodu mylenia z Salisbury Plain (płaskowyżem w południowej Anglii) lub miastem Salisbury.

## Historia

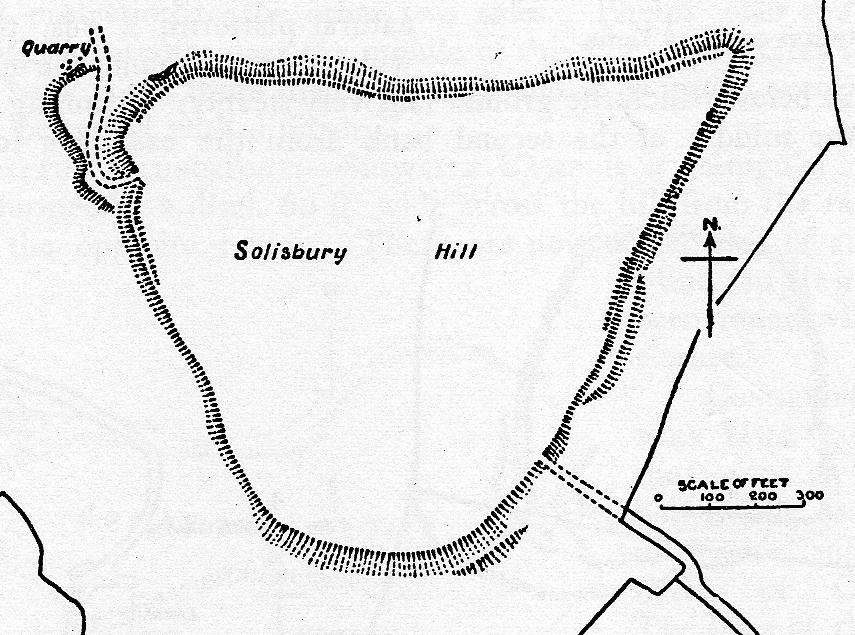
Zarysy wałów na terenie Solsbury Hill

W epoce żelaza pomiędzy 300 p.n.e. a 100 p.n.e. na terenie wzgórza usytuowane było grodzisko. Obejmowało ono trójkątny obszar otoczony pojedynczym wałem obronnym zbudowanym z kamiennego, zewnętrznego i wewnętrznego, muru (zbudowanego bez użycia zaprawy murarskiej) wypełnionego gruzem. Wał miał 6 metrów szerokości (20 stóp) a zewnętrzna ściana była wysoka przynajmniej na 4 metry (12 stóp). Na szczycie wzgórza znajdowały się chaty zbudowane z wikliny i gliny na drewnianym szkielecie. Wykopaliska dowiodły, że część chat została spalona, wał obalony, a całe miejsce opuszczone i nigdy później nie zamieszkane. To wydarzenie było prawdopodobnie związane z inwazją plemienia celtyckich Belgów mającą miejsce we wczesnych latach 1. wieku p.n.e.
Wzgórze leży blisko Fosse Way, rzymskiej drogi, która schodziła do Batheaston na swym przebiegu do Aquae Sulis.
Solsbury Hill jest możliwą lokalizacją bitwy pod Badon Hill pomiędzy Brytami (pod wodzą legendarnego króla Artura) a Anglosasami, która miała miejsce około roku 496. Bitwa jest wspominana przez kronikarzy Gildusa i Nenniusa.

## Flora i fauna
Na terenie wzgórza można spotkać wiele różnych gatunków roślin i zwierząt, również tych rzadkich. Do najczęściej spotykanych roślin należą:
- komonica zwyczajna
- wyka
- chaber driakiewnik
- storczykowate: Ophrys apifera; koślaczek stożkowaty

Wśród zwierząt dominują owady: kraśnik sześcioplamek, wiele gatunków motyli (Polymmatus coridon, Boloria bellona). Znajdują się tutaj także gniazda lęgowe skowronków. Ptasia populacja zmniejsza się od lat 90. Jest to prawdopodobnie spowodowane intensyfikacją rolnictwa i idącą za tym utratą siedlisk i źródeł pokarmu.
Na terenie samego wzgórza od przynajmniej 50 lat nie prowadzi się żadnych prac rolniczych.

## Odniesienia kulturalne
Solsbury Hill jest również tytułem pierwszego solowego singla (1977) Petera Gabriela, który osiągnął 13. miejsce na brytyjskiej liście przebojów i 68. na amerykańskiej.

## Protesty
Protestujący przeciwko budowie autostrady A46 w regionach Solsbury Hill utworzyli niewielki labirynt na szczycie wzgórza.